# Maxera euryptera
Maxera euryptera là một loài bướm đêm trong họ Noctuidae.